# Opopanax (résine)
Ne doit pas être confondu avec Opopanax.
Cet article concerne la plante. Pour le roman de Monique Wittig, voir L'Opoponax.
L'Opopanax, ou Opoponax, est le nom commercial du bisabol ou bissabol, une résine qui  provient de certaines espèces d' arbustes du genre Commiphora, poussant au Moyen-Orient et en Afrique, principalement en Somalie, en Éthiopie ou en Érythrée. Ces arbustes ont besoin d'un climat chaud pour se développer. Le terme opopanax désigne aussi une résine extraite des plantes de la famille des Apiacées et du genre Opopanax, rarement utilisée de nos jours.

## Parfumerie
L'Opoponax est employé en parfumerie sous forme de baume.
La partie qui intéresse les parfumeurs n'est pas sa fleur mais sa tige. En effet, en parfumerie, l'opoponax est célèbre pour sa résine issue de cette partie. De même, l'opoponax est une substance qui est souvent utilisée comme encens et sert notamment à purifier l'air et à le désinfecter.
Les plus grandes marques de la parfumerie utilisent l'opoponax pour son odeur balsamique, ronde, douce et veloutée. L'opoponax est à la fois chaud et terreux, donnant aux parfums qui en contiennent une sensation olfactive particulière. Il laisse derrière lui une sensation fruitée, herbale et montante. Ses effluves sont majoritairement utilisés comme base des parfums orientaux ou ambrés. 
Néanmoins, lorsque l'opoponax est utilisé en notes de tête, il apporte les caractéristiques d'un solvant. Il s'agit d'un ingrédient se mariant à merveille avec la fève tonka, le benjoin, la vanille ou le baume du Pérou.
Bien souvent, même si l’opoponax est un ingrédient essentiel à de nombreux parfums, il ne s'agit pas d'une matière première mise en avant. Celui-ci sert davantage de support. L'opoponax est une sorte d'élément indispensable de la parfumerie servant de colonne vertébrale à de nombreuses essences. À ce titre, il s'inscrit dans certaines recettes mondialement célèbres telles que celle de l'emblématique Shalimar de Guerlain. De même, il est l'ingrédient vedette d’Opoponax des Néreides, un jus très résineux et associant un mélange d'agrumes à un fond plus vanillé et boisé. Enfin, il est plébiscité des plus grandes marques de luxe et notamment présent dans les incontournables Poison de Dior, Coco de Chanel ou Flower by Kenzo, s'associant dans celui-ci avec le musc blanc et laissant alors une sensation de fraîcheur et de propre derrière lui.
Ce baume est notamment utilisé en parfumerie et entre par exemple dans la composition du Parfum royal, un parfum mentionné par Pline l'Ancien au Ier siècle et qui a été reconstitué à l'Osmothèque.